# (37101) 2000 UO96
2000 UO96 (asteroide 37101) é um asteroide da cintura principal. Possui uma excentricidade de 0.15043100 e uma inclinação de 4.15117º.
Este asteroide foi descoberto no dia 25 de outubro de 2000 por LINEAR em Socorro.